# Télégonos (fils d'Ulysse)
Pour les articles homonymes, voir Télégonos.
Dans la mythologie grecque, Télégonos (en grec ancien Τηλέγονος / Tēlégonos), aussi appelé Télégone ou Télégonus, est un héros, fils de Circé et Ulysse. Personnage principal de la Télégonie, il tue son père sans le reconnaître avec une lance se terminant par à un aiguillon de raie, avant d'épouser Pénélope.

## Étymologie
En grec ancien, le nom de Télégonos est Τηλέγονος / Tēlégonos. Il est formé de τῆλε / tēle (« loin ») et du verbe γίγνοµαι / gígnomai (« naître ») : il signifie littéralement « né au loin », en référence à sa naissance sur l'île d'Ééa, par opposition à son frère Télémaque, né à Ithaque, la patrie de leur père Ulysse,.
En latin, Télégonos se nomme Telegonus. En français, le nom Télégone est parfois rencontré, par exemple dans les titres des tragédies de 1725 Télégone reconnu fils d’Ulysse Télégone de Gilles-Anne-Xavier de La Sante et Télégone de Simon-Joseph Pellegrin.

## Mythe
Le mythe de Télégonos n'apparait pas dans l'Odyssée d'Homère mais dans des textes postérieurs, notamment dans la Télégonie d'Eugammon de Cyrène, poème perdu du Cycle troyen qui porte son nom,.

### Naissance et filiation

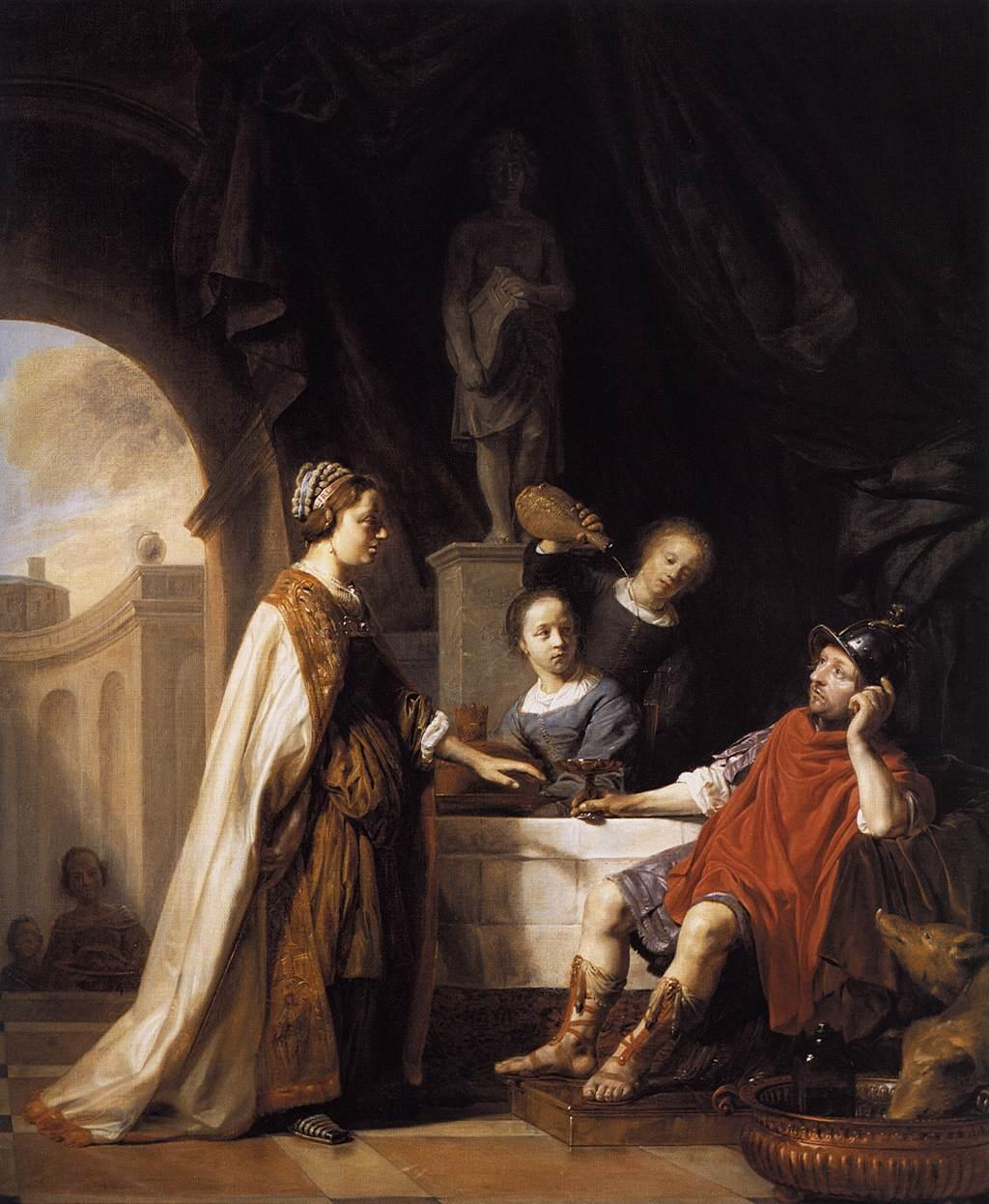
Salomon de Bray, Ulysse et Circé, entre 1650 et 1655,.

Télégonos est le fils du héros Ulysse et de la sorcière Circé : il naît et est élevé par sa mère sur l'île d'Ééa, sur laquelle Ulysse s'arrête au cours de son retour de Troie. Cette filiation est notamment rapportée par Hésiode, le Pseudo-Apollodore et Hygin. Eustathe de Thessalonique, dans son Commentaire à l'Odyssée, indique de manière erronée Calypso comme la mère de Télégonos.
Certains auteurs notent l'existence de frères de Télégonos : Hésiode mentionne Agrios et Latinos, et Hygin évoque Nausithoos,.

### Départ pour Ithaque et meurtre d'Ulysse
À l'âge adulte, Télégonos apprend l'identité de son père et décide de se rendre à Ithaque pour le rencontrer. Alors qu'il s'en prend aux troupeaux de l'île, le jeune homme est attaqué par Ulysse, qui ne le reconnaît pas. Télégonos le blesse mortellement à l'aide de sa lance, qui se termine par un aiguillon de raie pastenague, fabriquée par Héphaïstos,. C'est alors que les deux hommes se reconnaissent mutuellement. Athéna les console, en leur disant que tel était leur destin.
Sophocle, dans la pièce perdue intitulée Ulysse blessé par l’aiguillon (en) (Ὀδυσσεὺς ἀκανθοπλήξ / Odysseùs akanthoplḗx), fait le lien avec deux prophéties concernant la mort d'Ulysse : celle du devin Tirésias, prononcée dans l'Odyssée, qui annonce au héros une mort « venue de la mer », et celle de l'oracle de Dodone, qui lui prévoit d'être assassiné par son fils, identifié à tort comme Télémaque.

### Retour à Ééa et mariage avec Pénélope
Télégonos et Télémaque, réconciliés, ramènent et enterrent le corps d'Ulysse sur l'île de Circé, accompagnés de Pénélope, la veuve du héros. Dans le version rapportée par une scholie à un texte de Lycophron, la sorcière le ressuscite.
Les deux frères se marient ensuite à leurs belles-mères respectives : Télémaque avec Circé et Télégonos avec Pénélope. Ces derniers sont envoyés par Circé dans les Îles des Bienheureux,.
Du mariage de Pénélope et de Télégonos naît Italos, qui donne son nom à l'Italie,. Des auteurs latins attribuent également à Télégonos la fondation de plusieurs villes italiennes, : Tusculum,, Préneste et Caere.

## Représentation
Télégonos n'est clairement identifié que dans une seule représentation antique, sur un fragment de vase apulien à figures rouges daté d'environ 400 av. J.-C., découvert à Akrai et conservé au musée des Beaux-Arts de Budapest. Télégonos et Circé, tous les deux nommés, sont représentés dans une mise en scène légèrement différente de la tradition littéraire : la déesse tend à son fils un arc, plutôt que la lance à l'aiguillon de raie qui cause la mort d'Ulysse.

## Postérité
Dans le Roman de Troie de Benoît de Sainte-Maure, le mythe du meurtre d'Ulysse par Télégonos apparaît,. Cet assassinat est annoncé à Ulysse sous la forme d'un rêve prémonitoire.
Gilles-Anne-Xavier de La Sante écrit une tragédie intitulée Télégone reconnu fils d’Ulysse, représentée le 1er août 1725 avec le ballet Le Mariage de Thésée et d’Hippolyte et le 3 août 1725 avec Le Ballet de Mars. La même année, le compositeur Louis de La Coste met en musique la tragédie Télégone écrite par Simon-Joseph Pellegrin.
Jean Giono reprend le motif de l'assassinat d'Ulysse par Télégonos à la fin de son premier roman Naissance de l'Odyssée, une réécriture de l'épopée homérique, à partir des textes et des traductions de Victor Bérard.
Télégonos apparait dans le roman Circé (en) de l'autrice américaine Madeline Miller, une réécriture de la mythologie grecque à travers le regard de Circé,. Le personnage de Télégonos et sa relation avec Télémaque explorent notamment « les thématiques de la filiation, de l’honneur et de l’immortalité de l’âme ».